# Stenocopia setosa
Stenocopia setosa är en kräftdjursart som beskrevs av Georg Ossian Sars 1908. Stenocopia setosa ingår i släktet Stenocopia och familjen Ameiridae. Arten är reproducerande i Sverige. Inga underarter finns listade i Catalogue of Life.